# Medina setosella
Medina setosella là một loài ruồi trong họ Tachinidae.